# فان وارد
فـان وارد (بالإنجليزية: Van Ward)‏ هو مدير فني أمريكي، ولد في 6 سبتمبر 1884 في نيويورك في الولايات المتحدة، وتوفي في 4 مارس 1919 في كالامازو في الولايات المتحدة.